# 有机臭氧化物
有机臭氧化物又称二级臭氧化物，是含有1,2,4-三氧戊环结构的化合物，由臭氧和烯烃或炔烃反应得到。

## 性质
有机臭氧化物可以被锌等还原剂还原，生成醛或酮：
它也可以被过氧化氢氧化为羧酸。

## 应用
有机臭氧化物可用于有机合成，如将末端烯烃转化为醛：